# Nureci
Nureci è un comune italiano di 294 abitanti della provincia di Oristano in Sardegna.   

## Storia
La tradizione popolare tramandata oralmente, narra di un pastore dell'antico villaggio di Genadas (distante 3 km da Nureci), che seguendo l'armento scoprì una sorgente che denominò "Funtana e susu", che per la ricchezza e qualità dell'acqua, lo convinse a stabilirvisi nei pressi con la sua famiglia. Istituì di fatto il primo nucleo familiare di quello che poi accrescendosi con il seguito di altri abitanti di Genadas, diede vita al villaggio di Nureci, che si è sviluppato a valle di essa. Oggi quella sorgente è ancora in uso e provvede a fornire come allora, acqua fresca, abbondante e cristallina e rappresenta a pieno titolo, uno dei luoghi dell’identità e della memoria della comunità nurecese.
L'area fu abitata già in epoca prenuragica e nuragica, per la presenza nel territorio di numerose testimonianze archeologiche. Nel Medioevo appartenne al Giudicato di Arborea e fece parte della curatoria di Parte Valenza. Alla caduta del giudicato (1410) passò sotto il dominio aragonese. Sotto gli spagnoli formò una contea insieme al vicino paese di Asuni. 
Nel 1325 la signoria passò ai De Poxados, poi ai De Sena e, nel 1453, ai Joffrè. Nel 1759 un mercante marsigliese, Guglielmo Touffani, comprò il territorio e acquisì il titolo di conte di Nureci e di Asuni. Francesco Touffani 5° e ultimo Conte di Nureci e Asuni, nato a Ozieri l’11 febbraio1814, morì a Sassari il 6 febbraio 1874, sposò a Sassari il 14 settembre 1849 Donna Gerolama de Quesada-Mannu. Ebbe una sola figlia nata a Sassari il 9 aprile 1851 che ereditò il titolo di Contessa di Nureci e Asuni (a titolo personale non trasferibile ai figli), la quale sposò Don Gerolamo Ledà Delitala Conte di Ittiri. La Contessa morì a Sassari il 7 aprile 1935.  Il paese venne riscattato ai Touffani nel 1839 con la soppressione del sistema feudale. Dal 1928 al 1950 il comune fu aggregato a quello di Senis.

### Simboli
Lo stemma, il gonfalone e la bandiera sono stati concessi con DPR del 12 giugno 2024.
Stemma
Gonfalone
Bandiera

## Monumenti e luoghi d'interesse

### Architetture civili
Il tessuto urbano si presenta come un borgo antico, caratterizzato dalla presenza di "Case a corte", di stradine acciottolate arricchite da numerosi "Murales" e fontanelle. Sono anche presenti numerose sculture dell'artista sardo Pinuccio Sciola.

### Siti archeologici
Nel territorio di Nureci sono presenti i resti di 14 nuraghi e un circolo megalitico di difficile attribuzione:	
- nuraghe Attori
- nuraghe Giuerri Mannu
- nuraghe Iscala Gossu
- nuraghe is Procilis
- nuraghe Murtas
- nuraghe Pardu
- nuraghe Pranu d'Ollastu o Magomadas
- nuraghe Pranu d'Omus
- nuraghe Serri Armas
- nuraghe Sinipei
- nuraghe Sussuni
- nuraghe Turri Piccinu
- nuraghe Urielli
- recinto megalitico Sa Corona 'e su Crobu

#### Sito Paleontologico "Mure e Cubeddu"
Il geo-sito "Muru e Cubeddu" è caratterizzato da un breccia fossilifera del Miocene inferiore (16-20 ml anni) che per la sua importanza scientifica è stato dichiarato Monumento Naturale dal Regione Sardegna. Nel sito sono presenti fossili di gasteropodi, crostacei, bivalvi ed echinoidi. Molti di essi sono stati studiati dall'Università e sono esposti nel Museo Paleontologico ospitato a "Casa Masili", nel centro abitato che attualmente è in fase di allestimento.

## Società

### Evoluzione demografica
Abitanti censiti

### Lingue e dialetti
La variante del sardo parlata a Nureci è il campidanese occidentale.

## Cultura

### Eventi
Nureci è conosciuto anche per ospitare il "Festival Mama Blues", che si tiene il 15 agosto di ogni anno, dove si esibiscono artisti di fama internazionale.

## Economia
L'agricoltura è l'attività prevalentemente praticata, insieme all'allevamento di ovini. Da segnalare la presenza di diversi B&B.

## Sport

### Impianti sportivi
- Piscina comunale